# АЭС Кайга
АЭС Кайга (англ. Kaiga Atomic Power Station, хинди कैगा अणुऊर्जा केंद्र) — атомная электростанция, расположенная в округе Уттара-Каннада штата Карнатака в Индии. В состав станции входят четыре энергоблока электрической мощностью по 220 МВт, оснащённые реакторами PHWR. Первым был введён в эксплуатацию второй блок — 16 марта 2000 года, последним четвёртый блок — 20 января 2011 года. Планировалось также строительство пятого и шестого блоков, но эти планы вызвали протесты местных жителей. На данный момент планирование новых энергоблоков на станции приостановлено.

## История
Строительство станции было начато 1 сентября 1989 года, 1 декабря того же года был заложен второй энергоблок. Из-за обрушения купола гермооболочки второй блок был достроен и сдан в эксплуатацию раньше первого.
В 2002 году было начато строительство еще двух блоков. Поставкой турбинного оборудования для них занималась украинская компания ОАО «Турбоатом», которая выиграла тендер на поставку турбин для третьего и четвёртого блоков станции. В поставках также участвовали в качестве субподрядчиков завод Электротяжмаш, завод «Монолит» и компания Зиомар.
Третий блок был сдан в эксплуатацию 5 мая 2007 года. В ночь с 25 на 26 августа он был аварийно остановлен из-за поломки электрогенератора. Блок был пущен лишь в июне 2008 года после более чем 9-месячного простоя.
20 января 2011 года был запущен четвёртый энергоблок. Строительство блока было закончено намного раньше, но пуск станции был отложен из за дефицита природного урана в Индии.

## Происшествия

### Обрушение конструкций блока 1
13 мая 1994 года на первом блоке при натяжении канатов, создающих предварительное напряжение купола гермооболочки, примерно 40 % материалов купола внутренней оболочки (в основном бетона) общим весом около 130 тонн внезапно обрушились. Жертв и повреждений важного оборудования не было, 14 человек получили лёгкие травмы. Завершение строительства первого блока первоначально планировалось на 1996 год, но в результате происшествия это случилось значительно позже, в 2000 году.

### Поломка генератора блока 3
В ночь с 25 на 26 августа 2007 года из-за поломки электрогенератора был остановлен третий энергоблок станции. Оборудование, вышедшее из строя, поставляла украинская компания Турбоатом, изготавливал в качестве субподрядчика — завод Электротяжмаш. Турбоатом вместе с субподрядчиками пришли к мнению, что поломка произошла по вине индийской стороны из-за нарушений, допущенных при наладке электромеханического оборудования. Индийская сторона не предъявляла каких-либо финансовых претензий. В декабре между Nuclear Power Corporation of India и заводом Электротяжмаш был заключён прямой контракт на поставку запасных частей, необходимых для устранения неисправности. Сумма контракта составила 4,8 млн. $. В июне 2008 года ремонтные работы были завершены и блок пущен. Недополученная прибыль индийской эксплуатирующей организации в результате более чем 9-месячного вынужденного простоя составила десятки млн. $.

### Отравление сотрудников станции тритием
24 ноября 2009 года результаты ежедневных анализов показали наличие в моче 55 сотрудников станции трития. Все сотрудники были госпитализированы. Результаты проведенной проверки показали, что источником заражения стала вода из кулера. Утечек на станции обнаружено не было. Выдвигалась версия, что тритий кто-то намеренно поместил в кулер и позже эту версию официально подтвердили.

## Информация об энергоблоках
| Энергоблок | Тип реакторов | Мощность | Мощность | Начало строительства        | Подключение к сети          | Ввод в эксплуатацию         | Закрытие                    |
| Энергоблок | Тип реакторов | Чистый   | Брутто   | Начало строительства        | Подключение к сети          | Ввод в эксплуатацию         | Закрытие                    |
| ---------- | ------------- | -------- | -------- | --------------------------- | --------------------------- | --------------------------- | --------------------------- |
| Кайга-1    | PHWR          | 202 МВт  | 220 МВт  | 01.09.1989                  | 12.10.2000                  | 16.11.2000                  |                             |
| Кайга-2    | PHWR          | 202 МВт  | 220 МВт  | 01.12.1989                  | 02.12.1999                  | 16.03.2000                  |                             |
| Кайга-3    | PHWR          | 202 МВт  | 220 МВт  | 30.03.2002                  | 11.04.2007                  | 06.05.2007                  |                             |
| Кайга-4    | PHWR          | 202 МВт  | 220 МВт  | 10.05.2002                  | 19.01.2011                  | 20.01.2011                  |                             |
| Кайга-5    | PHWR          | 202 МВт  | 220 МВт  | планирование приостановлено | планирование приостановлено | планирование приостановлено | планирование приостановлено |
| Кайга-6    | PHWR          | 202 МВт  | 220 МВт  | планирование приостановлено | планирование приостановлено | планирование приостановлено | планирование приостановлено |